# Mimula nigrita
Espèce
Mimula nigrita est une espèce d'insectes hétéroptères (punaises) de la famille des Pentatomidae.